# 大橋勇雄
大橋 勇雄（おおはし いさお、1945年1月2日 - 2019年1月14日）は、日本の経済学者。専門は労働経済学。学位は、経済学博士（名古屋大学・論文博士・1979年）。筑波大学助教授・名古屋大学教授・一橋大学教授・中央大学教授を経て、一橋大学名誉教授。日経・経済図書文化賞受賞。元日本経済学会常任理事。愛知県名古屋市出身。

## 略歴
- 1963年 - 名古屋市立菊里高等学校卒業
- 1968年 - 名古屋大学経済学部卒業
- 1970年 - 名古屋大学大学院経済学研究科修士課程修了
- 1973年 - 名古屋大学大学院経済学研究科博士課程単位取得退学
- 1976年 - 名古屋市立大学経済学部助教授
- 1979年 - 名古屋大学より経済学博士の学位を取得
- 1979年 - ハーバード大学経済学部フルブライト研究員
- 1980年 - 筑波大学社会工学系助教授
- 1983年 - 名古屋大学経済学部助教授
- 1990年 - 名古屋大学経済学部教授
- 1996年 - 名古屋大学経済学部長
- 1999年 - 一橋大学大学院経済学研究科教授
- 2008年 - 一橋大学定年退職、中央大学大学院戦略経営研究科教授、一橋大学名誉教授
- 2015年 - 中央大学定年退職、中央大学ビジネススクールフェロー

## 主な著作
- 「労働市場の理論」（東洋経済新報社） - 第33回日経・経済図書文化賞受賞
- 「労働需要の経済学」（ミネルヴァ書房） - 「叢書・働くということ」第2巻、編著
- 「労働経済学」（有斐閣） - 荒井一博・中馬宏之・西島益幸との共著
- 「人と組織の経済学・入門」（JICC出版局） - 猪木武徳との共著
- 「労働市場の経済学―働き方の未来を考えるために―」（有斐閣） - 中村二朗との共著
- "Internal Labour Markets, Incentives and Employment" （Palgrave Macmillan、1998年）- Isao Ohashi and Toshiaki Tachibanaki (共編著)

## 公職・学会活動など
- 厚生労働省労働政策審議会委員（2007年-2013年）
- 日本経済学会常任理事（第7期、1987年-1990年）